# Robert Billingham
Robert Billingham, född den 10 december 1957 i Hammersmith i Storbritannien, död 30 mars 2014 i 
Grass Valley i Kalifornien i USA, var en amerikansk seglare.
Han tog OS-silver i soling i samband med de olympiska seglingstävlingarna 1988 i Seoul.